# Clemensia lacteata
Clemensia lacteata là một loài bướm đêm thuộc phân họ Arctiinae, họ Erebidae.